# 義大利文藝復興
義大利文藝復興（義大利語：Rinascimento italiano）是文藝復興时期的最早的一段处于中世纪和近世之间的过渡时期。这一时期大致在14世紀末期到大約1600年之間，是一個具有文化上重大改變與成就的時代。雖然它的起源可以追溯到14世紀早期，但此时義大利文化裡的許多面向大致都是中世紀的，而且文藝復興一直要到這個世紀結束時才整個呈現出來。義大利文“rinascimento”的字面意思是「重生」，而這個時代最為人熟知的是，在被文藝復興人文學者稱為黑暗時代之後，重新對古典文化產生興趣。這些改變雖然很有意義，卻集中在精英階層，绝大多數的人民生活跟中世紀比較起來，幾乎沒有什麼改變。
義大利文藝復興從義大利北部開始，集中在佛羅倫斯，喬托等人逐漸突破了僵化的中世紀藝術，使得藝術作品更加生動立體。它接著往南傳佈，對羅馬的影響尤其大，而羅馬大致上是被文藝復興教宗們重建的。義大利文藝復興在15世紀晚期達到全盛時期，當時外國入侵使整個地區陷入混亂。但是，文藝復興的想法跟理想散佈到歐洲其他地方，開啟了北方文藝復興與英格蘭文藝復興等。
義大利文藝復興最為人熟知的是文化方面的成就，包括佩脫拉克、巴爾達薩雷·卡斯蒂利奧內和馬基維利的文學作品，藝術家米開朗基羅、达芬奇和拉斐爾的画作，還有偉大的建築物如佛羅倫斯的聖母百花聖殿和羅馬的聖伯多祿大殿。

## 起源

### 中世紀後期的北義大利
在中世紀進入後期之前，曾經是羅馬帝國中心地帶的義大利中部與南部，已經變得比北部更為貧窮。羅馬城此時大部分已经成為廢墟，而教宗國則是一個缺乏紀律的鬆散統治區域。教宗權移動到法國的亞維農的部分原因也是這個。有段期間那不勒斯、西西里、薩丁尼亞甚至被外國統治。
義大利北部則繁榮多了，有些城邦憑藉著海運優勢，還是當時歐洲最富裕的國家。因宗教而發動的十字軍東征被人為偏離，在利益的驅使下反而使得到黎凡特的商路暢通，而且第四次十字軍東征對拜占庭帝國這個義大利商業對手造成了較大的打擊，地中海沿岸甚至成為了義大利商人的貿易點。主要貿易路線從東邊經過拜占庭帝國或阿拉伯而至熱那亞、比薩和威尼斯。在黎凡特購買到的奢侈品，例如香料、染料、絲織品，被進口到義大利，然後轉賣到歐洲各地。同時，受益於波河河谷，這些內陸城又有著肥沃的農地。陸路與海運貿易路線把羊毛、小麥和貴重金屬之類的物品從法國、德國、低地國家帶入北意大利。從埃及延伸到波羅的海龐大貿易使這些城邦有足夠的盈餘投資在礦業和建築上，造就今日所見雄偉的美觀建築。因此，雖然義大利北部的自然資源同歐洲其他地区相比较少，卻靠著貿易發家并借此達到了很高的發展水平。佛羅倫斯因為織品商業而變成北義大利最富裕的城市之一。该城纺织业所使用的羊毛從北歐和西班牙進口，來自東方的染料則用來作高級衣料。
義大利商隊的貿易路線覆蓋地中海地區，並向外延伸，而這也是他們文化和知識交流的主要渠道，君士坦丁堡、剛剛接受基督教的西班牙和保存上古時期知識的阿拉伯地區都是他們交流的對象。而這些交流則是西班牙15世紀的收復失地運動与薩拉曼卡學派的阿拉伯學者將阿拉伯著作進行翻譯的成果。来自中亞的阿拉伯科學、哲學和數學的知识，也從埃及和地中海東部地區傳入。由于地中海沿岸貿易的暢通与意大利富裕阶层的推动，使得希臘半島上東羅馬帝國的文獻與阿拉伯文化的论文和其他著作，汇聚于原本就保留著古羅馬帝國最後輝煌北義大利的土地上，并最终碰撞出了驚人的火花。

### 歐洲經濟
在13世紀，歐洲普遍經濟繁榮。部份義大利境內的商業與漢撒同盟聯合成為一個共同的歐洲經濟體。北部的城邦在這個時期迅速擴展，勢力漸增，實際上已經脫離神聖羅馬帝國的管轄。現代商業的基礎架構在這個時期開始成形，出現複式簿記、股份公司以及國際銀行體制——有系統的外匯市場、保險及及公債。佛羅倫斯成為歐洲銀行業的中心，而且佛羅倫斯使用的弗羅林變成了國際貿易實際上的通用貨幣。
如此產生了一批透過經濟手段來得到地位的新貴族階級，顛覆長久以來歐洲中世紀的封建制度。中世紀義大利北部的一個政治特徵是自治公社的興起，脫離了主教和當地貴族的控制。在那裏大部分地區的地主階級的收入要比公社來得差，後者的通貨膨脹使得地主的財產大幅縮水，这种现象即是欧洲自然经济开始走向解体，资本主义萌芽开始出现的一种标志。文藝復興時代初期的商業貿易的興起，使得此情形與日俱增。封建主義的衰微和城市的興起互相影響對方；舉例來說，奢侈品的需求帶動了貿易的成長，貿易的增長使得商人變得愈加富有，而商人的富有，對奢侈品的需求也就愈加強烈。這種氛圍造就了財富象徵的需求，是一種顯示家族財富實力和品味的重要方式。
這樣的轉變使得商人富可敵國、控制政權，進一步擴展貿易，而最重要的效果是降低商業風險。封建體制下，家財萬貫的商人常與專制的君主發生衝突，導致土地充公，最有名的例子是十五世紀的法國商人雅克·柯爾。此時在義大利的北部城邦仍有許多中世紀時期留下來的法律嚴重阻礙了商業活動，例如反對高利貸以及禁止與非基督徒交易，也陸續被廢除或修訂。

### 十四世紀的崩潰
在14世紀发生了一連串因為歐洲經濟衰退所帶來的災難，中世紀溫暖時期結束并過渡到小冰河期。這個氣候上的改變導致農產品產量明顯的下降，並帶來不斷出現的飢荒，而初期人口迅速的成長使得這個問題更為惡化。英法百年戰爭尤其終止了歐洲西北方的貿易往來，在1345年英王愛德華三世拒絕支付欠款，導致佛羅倫斯兩家最大的銀行——Bardi和Peruzzi破產。在東部，隨著鄂圖曼帝國在這個地區的擴張，戰爭也影響了貿易路線。但是影响最大的灾难還要属造成北義大利城市人口大量減少的黑死病。例如，佛羅倫斯的人口就從90,000降到了50,000人。接踵而來的還有1378年佛羅倫斯的梳毛工起義事件發生。
文藝復興的先驅，例如但丁和彼特拉克，就生活在這個動盪的年代。文藝復興也在14世紀上半葉拉開序幕。不过這些災難也加快了文藝復興的到來。因为鄂圖曼帝國的擴張威脅了拜占庭帝國的利益，迫使一批東部地區的富人和受過教育的希臘難民流入義大利，也為義大利帶來古典的希臘文明，導致許多已經被遺忘許久的古典作品重新被發現。黑死病奪去歐洲1/3人口的生命，但倖存的人因此變得更加富有，食物更加充足，而且更特別地是有更多盈餘可花費在藝術和建築之類的奢侈品上。在15世紀早期黑死病出現的頻率漸漸減少，歐洲的人口數量再度開始增長。而因為黑死病導致人口數量降低，因此新的產品和服務的需求都可以供應無虞，使社會下層階級的人們處於有利的地位。更進一步來說，這些需求也製造越來越多的銀行家、商人和技術工匠。對於黑死病的恐懼與教會的無能都降低了教會對於人們的影響力，而這也是另一個促進文藝復興的重要因素。此外Bardi和Peruzzi銀行的倒閉，開啟了美第奇家族在佛羅倫斯的興起之路。商業革命概念的提出者之一，著名歷史學家羅貝托·薩巴提諾·洛佩茲，認為經濟的崩潰是形成文藝復興的主要原因。根據這個論點，許多繁榮的年代處於優越的投資風氣下，商人都會迅速的將所賺取的財富再度進行投資以求獲得更多金錢。然而在貧困的十四世紀，財富較少被投入到頗具前景的投資機會中，反而是注入到文化與藝術的層面。
另一個關於義大利文藝復興頗受歡迎的詮釋，是由歷史學家漢斯·巴倫率先提出的"巴倫理論"。在此理論中闡述到，文藝復興初期的推進是由於佛羅倫斯與米蘭之間一系列長期的戰爭。在十四世紀晚期，米蘭在貴族階級的維斯孔蒂家族統治下成為一個集權君主政體。吉安·加萊亞佐·維斯孔蒂這位因殘忍卻具有卓越能力而知名的貴族在1378年到1402年之間統治了這座城市，他在義大利北部建立起自己的帝國，並引起一系列與米蘭之間的長期戰爭。一開始他征服了鄰近的地區，但佛羅倫斯聯盟最後仍不斷被打敗，因此聯盟的種種抵抗看似已徒勞無功。這個戰役最後在1402年佛羅倫斯的圍城行動中達到高潮，當時佛羅倫斯似乎是注定要被攻破了，結果吉安卻突然過世，該城因此得救，連帶吉安留下的帝國也迅速瓦解了。
巴倫把這場戰爭定位在自由共和國與君主暴政之間的戰鬥，更藉此重振人民的精神，就像希臘對上羅馬共和國的理想，或羅馬帝國與中世紀王國的戰鬥。巴倫認為將這個思想體系形塑的更加精密的重要人物就是李奧納度·布倫尼。巴倫指出此時的佛羅倫斯也是早期文藝復興主要思想的成熟關鍵期，一些人物像是雕刻家洛倫佐·吉貝爾蒂、多那太羅、帕尼卡雷的馬索利諾與伯鲁乃列斯基都在此時出現，他們也都受到共和思想的教育。根據巴倫的論點，這些當時的思潮主張，稍後塑造了許多共和理想的擁護者，而這個理想也對於文藝復興造成了極大的影響。

## 發展

### 國際關係
義大利北部於14世紀分裂為幾個好戰的城邦，其中最強大的四個是米蘭、佛羅倫斯、熱那亞和威尼斯，較次則為比薩、锡耶纳兩國。義大利北部在教宗和神聖羅馬帝國為了爭奪誰才擁有至高主權而發起的長期紛爭中進一步被分裂。每個城邦會和其中一方結盟，然而城邦內部又會分裂成兩個派系。每個城邦之間戰事頻仍，不過來自於義大利之外的入侵則較少。在這個軍隊主要是由傭兵所組成的時代，儘管這些城邦人口不多，它們卻能夠維持龐大的軍力。最終較有力量的城邦就併吞了鄰近較小的地區。佛羅倫斯在1406年兼併了附近地區，威尼斯拿下帕多瓦省和維羅納，於此同時米蘭則併吞了鄰近許多區域包含了帕維亞與帕爾馬。
在文藝復興開始的時期，可見到的幾乎都是各城邦間因地位競爭而引起持續不斷的陸上與海上戰爭。在陸地戰爭的部分，是以傭兵團為主，這些士兵們在歐洲各地形成拉鋸态势。尤其在德國與瑞士，由于許多僱傭兵不願意過份的冒生命危險，且戰爭變成大型的圍城計畫與多個經過策劃謀略的激戰。雙方的僱傭兵也都很有興趣將衝突形成拉鋸戰，因為這樣他們的僱傭期限就會繼續下去。僱傭兵也成為一股威脅雇主的力量，如果沒有付錢給他們，這些僱傭兵就會換個雇主。假使一個城邦很明顯的得完全依靠僱傭兵，也會形成讓僱傭兵掌握兵權的誘惑——這樣的狀況在許多城邦中都發生過。
在海上的部分，義大利的城邦派出了許多艦隊參與戰鬥。主要參與戰爭的包含了13世紀的比薩、熱那亞與威尼斯。但是長期的衝突下來熱那亞人於1291年完敗比薩，取得了比薩的海權及貿易市場，比薩從此一蹶不振。而威尼斯向死敵熱那亞證實了自己的軍力更有威力，不過兩國在纏鬥百年的威熱戰爭（1253-1381年）中，一開始雖是旗鼓相當，但最後威尼斯的艦隊仍在1380年的基奧賈戰爭襲擊並摧毀了熱那亞人。自此開始威尼斯就獲得海上獨霸的地位，一直到1499年海軍力量被鄂圖曼土耳其超越為止。
在陸地上，十幾年來佛羅倫斯與米蘭的戰爭讓它們逐漸合併成為具有優勢的參戰者，這兩股勢力終於決定不理會兩者的差異性，且在1454年同意了維持和平的洛迪和約，為此地區帶來本世紀首次平靜的關係，也維持了接下來十四年的和平盛世。而因為威尼斯在海上獲得了無須爭議的霸權，也史無前例的使得十五世紀的多數期間是能維持在和平的狀態。
在十五世紀初期，探險家和貿易商人像是尼科洛·達·康提就旅行到東南亞這麼遠的地方並順利回航，帶回了世界各地新奇的知識，也預示了歐洲人航海探險的未來。

### 美第奇家族統治下的佛羅倫斯

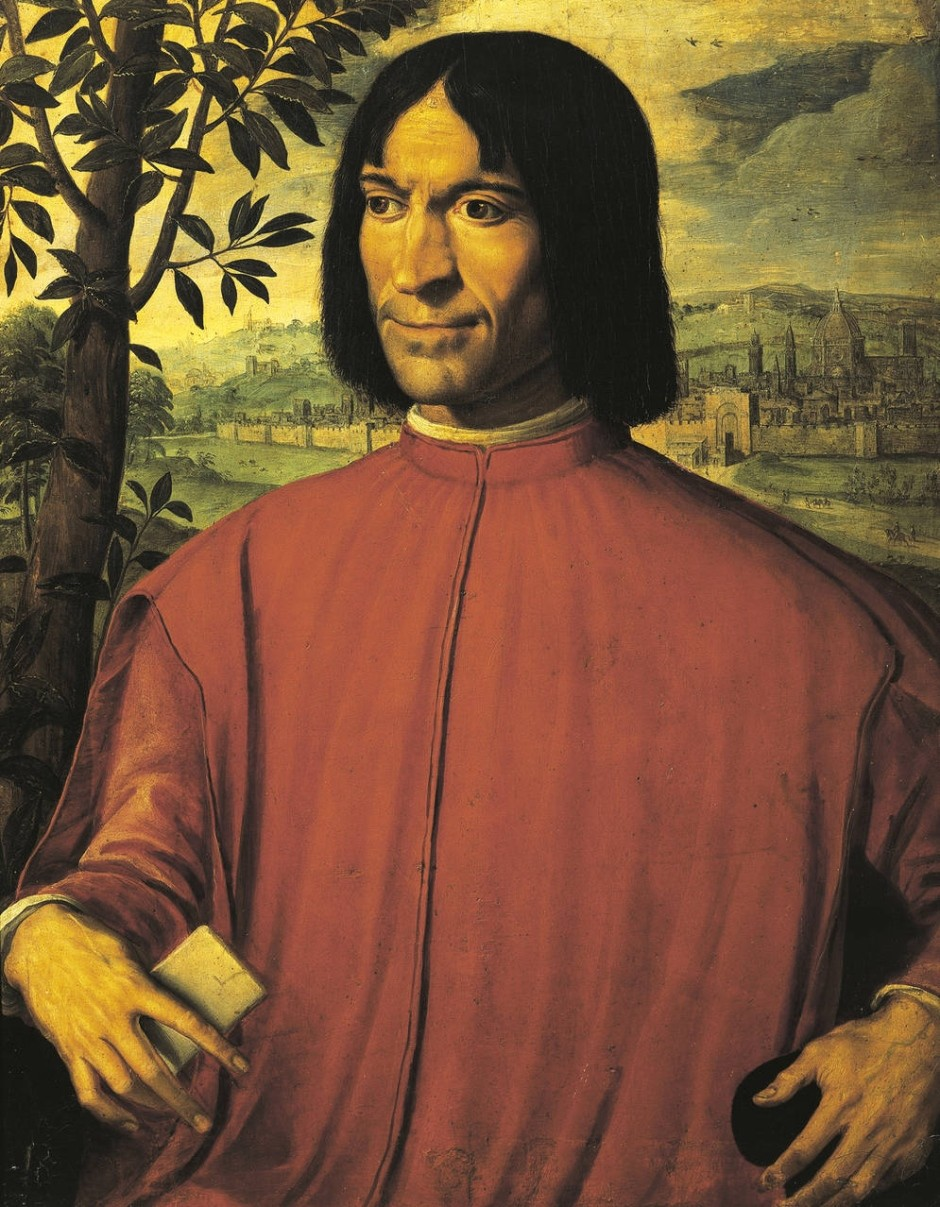
佛羅倫斯的「豪華者羅倫佐」，是文藝復興高峰期的偉大領袖

從十四世紀晚期開始，佛羅倫斯最重要的家族就是奧比奇家族，而他們主要的敵手就是美第奇家族，這個家族一開始是由喬凡尼·德·美第奇所主掌，接著是他的兒子科西莫·德·美第奇。美第奇家族掌控了歐洲最大的銀行與佛羅倫斯和其他地方各類龐大的企業體系。在1433年奧比奇家族曾流放科西莫。然而隔年美第奇的執政團在選舉中獲得贊成票使得科西莫得以歸來，美第奇家族成為本地的第一家族，且在接下來的三個世紀都掌握了這樣的地位和權力。尽管佛羅倫斯仍是共和體制，但是政府組織卻都是穩固的在美第奇與他們同夥的掌控下，科西莫·德·美第奇雖然並不具有官方的身份，但卻毫無疑問的是這個地區的領導人。
科西莫·德·美第奇受到全體公民高度的歡迎，主要是因為他為這個城鎮帶來了穩定與繁榮。他最重要的貢獻就是在佛羅倫斯與米蘭進行了十多年的戰爭後，與弗朗切斯科一世·斯福爾扎進行了洛迪和約的協商工作，除了結束戰爭之外也帶來了義大利北部的和平。科西莫也是一位重要的藝術活動贊助者，雖然有些現代的歷史學家認為他對藝術的贊助是被過份誇讚了。
1464年，科西莫體弱多病的兒子皮耶羅一世·德·美第奇繼承了家業，但是在接手的五年之後就過世了。1469年，佛罗伦萨的統治權交到了科西莫21歲的孫子洛倫佐一世·德·美第奇手上，他就是後來相當知名的，締造出文藝復興黃金時代的「偉大的洛倫佐」。洛倫佐是家族裡第一位早年就接受傳統人文教育的成員，他最為人所熟知的就是成為文藝復興時期最重要的藝術贊助者。在洛倫佐的管理之下，美第奇家族的統治在七十個新興的議會團體中正式穩定下来，當然這些團體也是由洛倫佐帶領。此時共和體制仍繼續維持，但實際上卻已經失去了所有的權力。在商業表現方面，洛倫佐並沒有像他的祖先那樣成功，美第奇家族的商業帝國逐渐地走向衰败。洛倫佐繼續與米蘭維持同盟合作，但與教廷的關係卻開始變質。接著在1478年，教宗與帕齊家族聯盟，嘗試刺殺洛倫佐。雖然這個陰謀失敗了，但是洛倫佐的弟弟朱利亞諾·德·美第奇卻也因此身亡。刺殺行動的失敗導致教廷掀起一場戰爭，而宣戰所持的正當理由是要推翻洛倫佐所掌握的集權政治。

### 文藝復興的傳播
文藝復興的理念，一開始是從佛羅倫斯開始傳到鄰近的托斯卡納一帶，像是錫耶納與盧卡。而托斯卡納文化迅速成為北義大利所有城邦的典範，而這裡的多樣性也讓托斯卡納成為義大利最具優勢的地區。在1447年弗朗切斯科一世·斯福爾扎掌握了米蘭當地的權力，也將這個中世紀的城市迅速轉型成為一個藝術與知識的主要中心。而另一個因為掌握地中海而同樣富裕的城市就是威尼斯，也成為文藝復興文化的重鎮，尤其是在建築方面闻名。
在1378年，教宗回到了羅馬，但這個曾經繁榮的城市在文藝復興早期依舊貧窮且破敗不堪。教宗尼各老五世於1447年即位後發起了一個龐大的羅馬重建計畫，並且成果顯著。不過，教宗此時對北義大利的富有家族失去了控制權（像是美第奇家族與波吉亞家族），且文藝復興的藝術與哲學精神超越了梵蒂岡。教宗思道四世繼續著尼閣五世的志業，最著名的成就即是下令建造西斯汀小堂。在幾任開戰的教宗加速中央集權之後，他們也逐漸在教宗國當中增加了對於世俗的統治權。
文藝復興的本質在十五世紀晚期也開始改變，文藝復興的理念完全被統治階級和貴族所接纳。在文藝復興初期的藝術家們比較像是具有威望或是被認可的工匠，在文藝復興的後期他們則是具有龐大影響力的高階人士，而且索費可以訂得相當高。繁榮的貿易往來帶動了藝術的發展，在文藝復興初期許多主要的藝術家都是來自於中低階層，而慢慢的則有越來越多人變成貴族階級。

### 一般大眾
在這場文化運動中，義大利文藝復興只有影響到少數人。義大利北部是整個歐洲最為都市化的地區，但是有四分之三的人仍是以務農為主的鄉下人。這群人仍並未改變自中世紀以來維持的生活形式，階級的封建制度在義大利北部從未被凸顯，因為這些農夫多半是在私人農場工作或是成為佃農。一些學者觀察到，文藝復興晚期那些城市的菁英份子成為貴族之後，封建制度的趨勢又再度興起。
在城市的狀況又有所不同，城市是由那些自中古世紀以來就承襲貴族階級的商業菁英所支配。這群人是文藝復興文化的主要贊助人與觀眾，在他們之下的階級人物是一群龐大的藝術家與協會成員。他們過著舒適的生活且對於共和體制的政府有著顯著的權力。和歐洲他處的藝術家總是處於不變的低下階層比較起來，則有很大的反差。因為具有文化素養且受過教育，因此這群人也參與了文藝復興的文化运动。而有一大部分的城市人口，則是僅擁有不太熟練技術且未被雇用的窮人，因此和農夫們一樣，文藝復興對這些人的影響是極微渺小的。在歷史學家之間則一直有一個爭論，也就是文藝復興之時這些團體之間的流動到底有多容易，因為有些個別案例證明的原先出生卑微的人是可以成為菁英份子的。但是歷史學家「Burke」也指出對這個時代雖然有兩個主要的研究學說，但兩者的資料中都沒有顯著證據能證明社會階層的流動有增加的趨勢。多數歷史學家感覺在文藝復興初期的社會流動率是特別高的，但是到了十五世紀的時候這狀況的發生率卻是驟減的。社會不平等的狀況非常普遍，上流階級的人總是不斷的贏過僕人與勞工階級。一些歷史學家則感覺到，財富資源分配不均的狀況對文藝復興的影響相當大，因為藝術贊助都得依靠非常富有的有錢人。
文藝復興並不是一個在社會或經濟上有著偉大變革的年代，僅在文化與思想體系上有所發展。只有小眾的人口與之有所接觸，這情況也使得許多現代的歷史學家，尤其是追隨唯物主義思想的人，降低了文藝復興在人類歷史上的重要性。

### 義大利文藝復興的結束

死後獲稱「世界第一夫人」的伊莎貝拉·埃斯特（1474-1539年），雖然只是小國曼圖亞的侯爵夫人兼攝政，但是她對藝術的贊助、政治技術的妙用、科學知識的興趣，使她成為羅倫佐之後，文藝復興的典範人物

有幾個並不顯著的事件導致了文藝復興的結束，像是1497年在佛羅倫斯強調回歸樸實的激進僧人萨佛纳罗拉的勢力崛起，就象徵著這個城市的繁榮景象已經逝去。這位樸素禁欲的僧人行使的權力為世俗階層帶來極大的衝擊，也對文藝復興的延續帶來影響－在他短暫統治的期間，佛羅倫斯有許多藝術作品都毀於“虛榮之火”。當萨佛纳罗拉的統治很快瓦解，而美第奇家族重新奪回權力的同時，教會的清算運動卻仍然持續着。在1542年羅馬天主教和東正教的宗教法庭成形，幾年後一份禁書目錄出現，查禁了大量文藝復興時代的作品。
對於文藝復興結束同樣影響甚巨的原因，是許多來自於國外的侵略造成了數十年的意大利战争，破壞了原本穩定的局勢。戰爭是由西元1494年法國入侵義大利北部的廣大地區開始，並終結了當地許多獨立的城邦。最大的損害則是在1527年5月6日發生的，當時西班牙與神聖羅馬帝國的部隊洗劫了羅馬，也終止了教宗身為文藝復興藝術與建築最大贊助者的工作。
有許多義大利偉大藝術家因為局勢不穩定，並且開始接觸來自於國外的統治者後，選擇移民到他處。最有名的例子就是發生在李奧納多·達文西身上，他在1516年移居到法國。且地中海貿易路線不再是最重要的航線。在1498年華士古達伽馬绕过非洲好望角到達了印度，也開啟了從東方經過大西洋，將貨物運送到位於伊比利半島、法國與英格蘭的主要貿易路線。這個區域在財富與權力上的發展，迅速超過了義大利。然而，當義大利文藝復興風潮正逐漸凋零之時，在其他地區發展出的北方文藝復興風潮仍採用了許多義大利文藝復興時期的理念與形式。

## 文化

### 文學與詩
在文藝復興之前，義大利語並不是義大利文學所使用的語言。直到13世紀義大利的作家才開始使用母語替代拉丁文、法文和普羅旺斯語。1250年代義大利詩壇出現了一個重大的改變，以圭托內·阿雷佐和圭多·圭尼澤利為先鋒的《甜美新風格》（注重於柏拉圖式戀愛而非宮廷愛情）出現了。義大利文學的變化在文藝復興起始的數十年前就已經開始了，尤其是在義大利詩壇。由此可见，13世紀的義大利文學變革的确為文藝復興的到來做好了準備。
越來越多的文學著作在義大利半島出版印刷。同時這些文學著作描述的年代不再是宗教盛行的時期，而變成了基督教統治之前的時代，如羅馬帝國和古希臘。當然這並不是說在當時並沒有宗教的出版物發行：像是但丁的神曲就反映了明顯不同的中世紀世界觀。基督教仍然對藝術家和文學家有著主要的影響，而古典文明對他們的影響則是其次的。
在文藝復興早期，尤其是在義大利，人們翻譯了很多希臘文與拉丁文的古典著作。在經過黑暗的中世紀時期之後，人們非常崇拜古典文化。文藝復興時代的作家並不想只是刻板的繼承古代文學家的思想。然而，更多的作家嘗試把古代文化的創作方法和形式與自己的創作結合起來。在古義大利的作家中，他們仿效的最多的是西賽羅、賀拉斯、薩盧斯特和維吉爾。在希臘作家中，他們仿效最多的是亞里士多德、荷馬、柏拉圖和蘇格拉底。
文藝復興時期的文學與詩歌創作也深受發展中的哲學和科學的影響印象。人文主義學者彼特拉克是一位新方法學的重要提出人，同時也是個多才多藝的詩人，並且出版了幾本詩歌集。他採用拉丁文寫作，特別是非洲迦太基戰爭史詩，至今還在義大利傳誦，尤其是在《歌謠本》裏面收錄了描述他對蘿拉無私之愛的一些十四行詩。他引領了用義大利文創作十四行詩的風潮，後來的英國人托马斯·怀亚特把他的詩歌譯成了英文，帶動了英國十四行詩的創作，從而出現了威廉·莎士比亞和其他難以計數的英國詩人。
彼特拉克的門徒薄伽丘也是當時主要的作家之一。他的主要著作《十日談》裏面收錄了由從佛羅倫斯躲避瘟疫而逃出去的十個人，在十個夜晚中所講述的共一百個故事。《十日談》及其他薄伽丘的著作，也是文藝復興時期很多英國作家的靈感和故事情節的來源，包括喬叟和莎士比亞。
除了宗教、古代文明和學術之外，對文藝復興文化影響最大的是政治。政治家馬基維利也是個重要的義大利作家。他最著名的著作是《君王論》，在西方社會，這本著作在“馬基維利主義”這個術語開始出現之後更是家喻戶曉，指的是鼓吹損人利己的態度。然而很多專家都同意《君王論》中闡述的觀點主要在提倡現實主義，並不一定非常自私，因而“馬基維利主義”並不是很準確的術語。當然《君王論》除了是政論鉅作之外，也左右了當代文學，其犀利的筆鋒也對後代文學家們也起了很大的影響。

### 科學與哲學
人們認為彼特拉克是文藝復興時期關於人文主義新方法學的奠基人。人文主義認為人的本質是理性和具有意識的，並且有自我決定和思考的能力。這是對天主教會對於人的靈魂是唯一純粹的實體的否定，儘管這種說法充滿神秘感和想像力。人文主義認為人性本善，而基督教則認為人性本惡，所以人必須要懺悔。人文主義為現實的本質開闢了全新的視野，對上帝和靈魂提出了疑問，解答了基督教歷史所不能解釋的東西。 
彼特拉克鼓勵希臘文化和羅馬文化的研究。他的一個重要成就就是找到了很多已經散佚的古代手稿。他得到了很多富有義大利貴族、商人和皇室成員的援助，這些人花費大量的的金錢來建築圖書館。在这一时期，研究古代文化變成一種時尚，並且變成整個上流社會都樂於去做的事情。
當收集了希臘的著作、手稿，建立起了圖書館和博物館之後，印刷機的時代來臨了。整個歐洲都忙於將希臘文和拉丁文的著作翻譯成當代語言。
當提到哲學、藝術和文學在文藝復興時期巨大的進步時，通常也會提到科學的退步。人們更加尊重亞里士多德和托勒密的宇宙學說。人文主義認為自然是精神上的創造，而不應該遵循法律或者數學的法則。同一時間哲學也迷失了邏輯的嚴格性，而更多的注重於直覺或者感覺。
直到文藝復興影響到意大利以北的欧洲其他地区，隨著哥白尼、培根和笛卡兒等人的出現，科學才開始真正的復興。他們更像早期的啟蒙運動思想家，而不像是出現在文藝復興晚期的學者。

### 雕塑、繪畫與建築
雕塑是最能展現文藝復興特點的藝術形式。多那太羅是文藝復興早期最著名的雕塑家之一，他的大衛像表現了對裸體的研究。一個世紀後米開朗琪羅拓展了對雕塑形式的發掘，他的作品獨立於任何一種建築結構。他的作品大衛像也是種對裸體人像的研究；然而米開朗琪羅的大衛雕像是種更自然的形式野格都以構圖的均衡為基礎，以一隻腳承重。這也是文藝復興時期雕像的典型姿勢。
文藝復興時期的繪畫以對於透視法、現實主義和宗教主題的脫離著名，而以宗教作為主題的中世紀藝術不同。這個時期人體和自然景觀成為繪畫作品的中心。皮耶羅·德拉·弗朗切斯卡當時以空間透視畫法而聞名。馬薩喬在那時還不是很著名。和哥特式的繪畫作品相比，他的畫作是革命性的。文藝復興早期的畫家並不為多數人所熟知，例如烏切洛和多米尼哥·基蘭達奧。文藝復興時代的古典主義派別出現了人們所認為最“精緻”的畫作。其中最著名的畫家是達文西、米開朗基羅和拉斐爾。他們很多作品聞名於世，像是最後的晚餐、雅典學院和聖家庭與聖約翰，都是利用透視、寫實和自然畫法的代表作。
文藝復興時期的繪畫在16世紀中期融合了風格主義。風格主義畫作更多的描繪風景和肖像，極少有宗教主題。角色通常是變形和扭曲，動作中雕琢的痕跡比較重。
像繪畫一樣，文藝復興時期的建築藝術受到古典文明的啟發。在義大利，文藝復興的風格最初從佛羅倫斯開始。一些早期的建築物表現了菲利波·布魯內萊斯基風格的神聖風格。文藝復興早期建築的典型代表，佛羅倫斯聖神大殿建築內部的結構表現了對透光性和空間新的理解。這種建築流派反映了人文主義哲學思想，對於人心靈的啟迪和透徹剛好和中世紀的黑暗和精神性相反。古代文明的復興在鲁切拉宫上得到了最好的證明。建築物的立柱都是按照古典的順序排列的。地面的立柱是多利克式柱頭，第一層是愛奧尼亞式柱頭，而第二層是科林斯式柱頭。
文藝復興在1500年的羅馬達到空前的規模。聖彼得教堂是這個時期最著名的建築物。起初是由本時期最卓越的建築學家多納托·伯拉孟特設計的，同時參與人員的幾乎囊括了所有文藝復興時期著名的建築學家，包括米開朗基羅和賈科莫·德拉·波爾塔。晚期文藝復興開始的標誌是1550年，安德烈亞·帕拉弟奧提出了一種新的柱式風格。正面由一些兩到三層高的巨柱做裝飾。

### 音樂
文藝復興時期的古典音樂作品主要在西元1400年到1600年產生。這個時期的結束比開始有更為明確的定義，不像其他的藝術類別。在15世紀初的音樂表現上沒有明顯變革，因此可以說文藝復興時期的音樂特點是逐漸變化的。
可以確定的是，早期文藝復興音樂作品主要是對第三間隔的依靠作為和音。從12世紀開始的複調音樂在整個14世紀變得更為細緻而不依靠聲音的表述。15世紀初的音樂趨向簡單，聲音致力於平滑。
到15世紀末，複調宗教音樂又開始變得複雜起來，在某種意義上和當時發展極致的繪畫有所關連；接下來到16世紀早期，音樂又開始簡單化了。
在16世紀晚期的音樂，尤其是牧歌，趨向於更加複雜和半音音階的趨奉。此時在佛羅倫斯，音樂家也開始轉向古典流派，他們試圖通過挽詩的形式恢復古希臘的夢幻化的音樂形式。

### 引用
1. ↑  De Lamar Jensen, Renaissance Europe page 95
2. ↑  Peter Burke. The Italian Renaissance: Culture and Society in Italy page 232
3. ↑  薛子奇. . 齐齐哈尔师范学院学报(哲学社会科学版). 1991-06-30, (1991.03): 38-44  [2022-05-31]. （原始内容存档于2022-05-30） –中国知网.
4. ↑  刘景华. . 湖南师范大学社会科学学报. 1995-08-10, (1995.04): 114-119  [2022-05-31]. （原始内容存档于2022-05-30） –中国知网.
5. ↑  ibid page 93
6. ↑  ibid page 97 see also Andrew B. Appleby's "Epidemics and Famine in the Little Ice Age." Journal of Interdisciplinary History. Vol. 10 No. 4.
7. ↑  Olea, Ricardo A, Christakos, George, "Duration of Urban Mortality for the 14th-Century Black Death Epidemic" （页面存档备份，存于）, Human Biology, Jun 2005. The population level of Florence is controversial see also Ziegler（1969, pp. 51-52）, Chandler 1987, pp. 16-18, and Gottfried 1983, p. 46
8. ↑  Robert Sabatino Lopez. "Hard Times and Investment in Culture."
9. ↑  Hans Baron. The Crisis of the Early Italian Renaissance
10. ↑  Jensen page 64
11. ↑  ibid page 80
12. 1 2  Burke. page 271
13. ↑  Burke. page 271
14. ↑  ibid page 256
15. ↑  Jensen. page 105
16. ↑  Burke. page 246
17. ↑  Jensen. page 104
18. ↑  Burke. page 255
19. ↑  Brian S. Pullan History of Early Renaissance Italy.

### 书籍
- Baron, Hans. The Crisis of the Early Italian Renaissance: Civic Humanism and Republican Liberty in an Age of Classicism and Tyranny. Princeton: Princeton University Press, 1966.
- 雅各·布克哈特（1878）, The Civilization of the Renaissance in Italy Archive.today的存檔，存档日期2012-12-09, trans S.G.C Middlemore (republished in 1990 under ISBN 0-14-044534-X)
- Burke, Peter. The Italian Renaissance: Culture and Society in Italy Princeton: Princeton University Press, 1999.
- Hagopian, Viola L. "Italy", in The New Grove Dictionary of Music and Musicians, ed. Stanley Sadie.  20 vol.  London, Macmillan Publishers Ltd., 1980.  ISBN 1-56159-174-2
- Hay, Denys. The Italian Renaissance in Its Historical Background. Cambridge: Cambridge University Press, 1977.
- Jensen, De Lamar (1992), Renaissance Europe（ISBN 0-395-88947-2）
- Lopez, Robert Sabatino, The Three Ages of the Italian Renaissance  Charlottesville: University Press of Virginia, 1970.
- Pullan, Brian S. History of Early Renaissance Italy. London: Lane, 1973.
- 朱龍華著：《義大利文藝復興的起源與模式》，人民出版社，2004年。ISBN 7-01-004025-7